# Tomas Ryde
Tomas Robert Ryde (nascido em agosto de 1960) é um ex-treinador sueco de handebol que comandou a seleção romena feminina pela última vez. É ex-policial.
No final da temporada 2007–08, Tomas deixou o clube dinamarquês Viborg HK, "por razões familiares", para retornar à Suécia. Seu assistente técnico, Jakob Vestergaard, assumiu o posto de treinador principal após a saída de Tomas. Em meados de março de 2015, Tomas assumiu o cargo de treinador da seleção romena feminina. Comandou a seleção romena feminina que terminou na nona posição no handebol dos Jogos Olímpicos de Verão de 2016, realizados no Rio de Janeiro, Brasil. O treinador olímpico, que atualmente mora em Lidingö, casado com Marie e pai de três filhos, atualmente atua como empresário.

## Conquistas como treinador
- Elitserien:
  - Campeão: N/A
- Campeonato Sueco:
  - Campeão: N/A
- Liga Dinamarquesa:
  - Campeão: 2006, 2008
- Campeonato Dinamarquês:
  - Campeão: 2007, 2008
- Liga das Campeãs da EHF:
  - Campeão: 2006
- Supercopa da Europa Feminina de Handebol:
  - Campeão: 2006
- Campeonato Mundial de Handebol Feminino:
  - Medalha de bronze: 2015